# IC 3562
IC 3562 је галаксија у сазвјежђу Дјевица која се налази на листи објеката дубоког неба у Индекс каталогу.
Деклинација објекта је + 9° 55' 22" а ректасцензија 12h 36m 10,7s. Привидна величина (магнитуда) објекта IC 3562 износи 14,7 а фотографска магнитуда 15,3. IC 3562 је још познат и под ознакама CGCG 70-185, VCC 1654, PGC 42021.